# جیغ‌کش سیاه گواتمالایی
جیغ‌کش سیاه گواتمالایی (نام علمی: Alouatta pigra) نام یک گونه از سرده میمون جیغ‌کش است.